# Њуел (Западна Вирџинија)
Њуел (енгл. Newell) насељено је место без административног статуса у америчкој савезној држави Западна Вирџинија.

## Демографија
По попису из 2010. године број становника је 1.376, што је 226 (-14,1%) становника мање него 2000. године.
| Група             | 2000.         | 2010.         |
| Белци             | 1.579 (98,6%) | 1.330 (96,7%) |
| Афроамериканци    | 3 (0,2%)      | 8 (0,6%)      |
| Азијати           | 0 (0,0%)      | 6 (0,4%)      |
| Хиспаноамериканци | 4 (0,2%)      | 21 (1,5%)     |
| Укупно            | 1.602         | 1.376         |